# Trichocondyla multisetosa
Trichocondyla multisetosa är en kvalsterart som beskrevs av J. och P. Balogh 1986. Trichocondyla multisetosa ingår i släktet Trichocondyla och familjen Tetracondylidae. Inga underarter finns listade i Catalogue of Life.